# Deep Freeze
Deep Freeze é um jogo eletrônico de ação desenvolvido e publicado pela Sammy Studios lançado apenas no Japão em 14 de janeiro de 1999 para o PlayStation.

## Descrição
No ano de 2001, o mundo mudou e o terrorismo mudou junto com ele. A organização terrorista Hephaestus tornou-se extremamente poderosa e, em resposta, o INTER-ANTS (Serviço Internacional Anti-Terrorista) passou a existir. Como Jack Wired, comandante de um esquadrão da ANTS, você e seus colegas de equipe entrarão em combate para resolver situações de reféns e remover as ameaças terroristas.

## História
A ANTS é um grupo anti-terrorista, muito semelhante aos policiais da SWAT. Toda vez que terroristas mantém como refém algum político importante, sequestram pessoas inocentes ou ameaçam explodir arranha-céus comerciais influentes, este grupo especial é acionado. O jogo começa em Nova York, onde acontece um casamento no 58° andar de um edifício, e um grupo de terroristas entram disfarçados de entregadores de comida (eles esconderam as armas dentro da carne). Então, a outra parte do grupo terrorista entra no edifício e mantém todos como reféns (o vice-presidente era um dos convidados do casamento). E assim o jogo começa, você controla Jack e tem que escolher entre um dos 4 outros membros da equipe (Harry, Snipel, Bagel & Maria) para ir com você. Após fazer a sua escolha, você começará no andar 56.

## Jogabilidade
Deep Freeze é um jogo de ação 3D com fundos pré-renderizados, semelhante a jogos como Resident Evil e Parasite Eve, apenas com um foco de ação mais forte. Pode-se escolher um (NPC) para cooperar durante o jogo. Cada membro tem a habilidade especial respectiva como: armas pesadas, leves e rápidas, dependendo da estratégia. É também possível fazer a indicação da logística e das manobras etc. A avaliação é calculada pelo método da aniquilação e sucesso que você obteve ao término da missão, modalidades novas no jogo são adicionadas no final. Descobrir outros tipos de modalidades é o segredo máximo de Deep Freeze. A contagem de pontos assemelha-se muito com a de Dino Crisis 2. O jogo apresenta voz completa em inglês, uma raridade para um título exclusivo japonês.